# 吉田民人
吉田 民人（よしだ たみと、1931年8月20日 - 2009年10月27日）は、日本の社会学者。専門は理論社会学。日本学士院会員。第18期日本学術会議副会長。元日本社会学会会長。東京大学名誉教授。

## 人物
愛知県出身。京都大学文学部社会学専攻卒業。同大学大学院博士課程中退。
機能主義社会学を理論的に追求した。「情報」を社会科学的な研究対象とした先駆者の一人としても知られる。
上野千鶴子や木村洋二、宮台真司などの恩師と仰がれている。

## 学歴
- 1955年 京都大学文学部哲学科社会学専攻卒業
- 1957年 京都大学大学院文学研究科修士課程社会学専攻修了

## 職歴
- 1957年 関西大学文学部助手、のち助教授
- 1964年 大阪大学教養部助教授
- 1972年 京都大学教養部助教授
- 1975年 東京大学文学部助教授
- 1980年 東京大学文学部教授（1989年 学部長）
- 1992年 中央大学文学部教授、東京大学名誉教授
- 1992年 - 1997年 慶應義塾大学文学部客員教授

## 受賞等
- 1999年 紫綬褒章受章

## 著書

### 単著
- 『情報と自己組織性の理論』（東京大学出版会, 1990年）
- 『自己組織性の情報科学――エヴォルーショニストのウィーナー的自然観』（新曜社, 1990年）
- 『主体性と所有構造の理論』（東京大学出版会, 1991年）

### 共著
- （加藤秀俊・竹内郁郎）『社会的コミュニケーション』（培風館, 1968年）
- （北川敏男・香山健一）『情報社会科学への道』（学習研究社, 1971年）
- （野中郁次郎・恩田彰・久野誠之・大坪檀・梅澤正・井原哲夫・田中真砂子）『創造する組織の研究』（講談社, 1989年）

### 編著
- 『社会学』（日本評論社, 1978年）
- 『社会学の理論でとく現代のしくみ』（新曜社, 1991年）

### 共編著
- （安田三郎・塩原勉・富永健一）『基礎社会学（3）社会集団』（東洋経済新報社, 1981年）
- （木下冨雄）『応用心理学講座（4）記号と情報の行動科学』（福村出版, 1994年）
- （鈴木正仁）『21世紀の学問論にむけて』（ミネルヴァ書房, 1995年）